# Hattinger Kreisbahn
Die Anfang 1914 gegründete Hattinger Kreisbahn AG war ein kommunaler Straßenbahnbetrieb, der im damaligen Kreis Hattingen zwei elektrifizierte Straßenbahnstrecken in Meterspur betrieb: die am 24. Juni 1914 eröffnete Strecke Hattingen Bhf – Innenstadt – Welper/Henrichshütte – Hüttenau – Blankenstein, sowie die am 18. Dezember 1926 in Betrieb genommene Strecke Henrichshütte (Tor Lohfeld) – Kosterbrücke – Stiepel – Zeche Carl Friedrich Erbstollen mit der Zweigstrecke Stiepel – Haus Frische.

## Geschichte

### Industrialisierung, Trendelkähne, Kohlenschiebewege und Pferdebahnen
Im Kreis Hattingen wie überall am Südrand des Ruhrgebietes wurde schon ab etwa 1780 (Ausbau der Ruhr als Schifffahrtsweg) und im 19. Jahrhundert in nennenswertem Umfang Steinkohlen-Bergbau betrieben, zunächst als Stollenabbau nah an der Oberfläche. Das schuf in der zuvor ländlich geprägten Region zusätzliche Arbeitsplätze und führte zu einer starken Bevölkerungszunahme. Für die Stadt Hattingen noch bedeutender war die Ansiedlung der Henrichshütte im östlichen Nachbarort Welper (1864). Maßgeblich für die Standortentscheidung der Hütte war die Entdeckung von Eisenerz-Lagerstätten in Welper, die sich allerdings später als wenig ergiebig herausstellten. Aber einmal etabliert, gedieh und expandierte die Hütte. Wichtiger wurde jetzt die in der Nähe abgebaute Steinkohle. Folgerichtig wurden die Verkehrswege verbessert: Die inzwischen von der Henrichshütte erworbene Zeche Carl Friedrich Erbstollen in Stiepel betrieb bereits ab 1828 eine auf Schienen laufende Pferdebahn zu ihrer Kohleniederlage am rechten Ruhrufer an der „Kost“, wo die Kohle ursprünglich auf Treidelkähne, sogenannte Aaken, umgeladen wurde. 1852 hatte die Zeche durch ihren ersten Maschinenschacht ihre Förderkapazität erheblich vergrößert. Die Henrichshütte als Hauptabnehmer erwirkte daraufhin die Verlängerung der Pferdebahn auf ihr Werksgelände, über eine hölzerne Ruhrbrücke (Kosterbrücke 1855, erneuert 1861, 1910, 1925 und 1979).

### Mittlere Ruhrtalbahn, Kohlenbahn Wichlinghausen – Hattingen und projektierte Ruhrtal-Verbindungs-Eisenbahn
1869 wurden Hattingen und Henrichshütte von Steele und Dahlhausen aus mit einer Eisenbahnstrecke der Bergisch-Märkischen Eisenbahn-Gesellschaft (BME) angebunden, ab 18. Dezember 1869 auch im Personenverkehr. Am 1. Juni 1874 wurde die Strecke über Wengern nach Vorhalle bei Hagen verlängert  (sogenannte Mittlere Ruhrtalbahn). Am 20. Mai 1884 kam als weitere Bahnstrecke die sogenannte Kohlenbahn dazu: die Strecke Wichlinghausen (heute zu Wuppertal, früher Ober-Barmen RhE) – Schee (zu Sprockhövel) – Bossel (zu Sprockhövel) – Sprockhövel – Bredenscheid (zu Hattingen) – Hattingen der Preußischen Staatseisenbahnen. Diese Bahnverbindung kann man als späte Teilrealisierung eines schon seit Anfang der 1860er Jahre betriebenen größeren Bahnprojektes sehen, der sogenannten Ruhrtal-Verbindungs-Eisenbahn, mit der die früh industrialisierten Höhen nördlich des Wupper-Tales mit dem Ruhrtal bei Hattingen und dem Bochumer Norden verbunden werden sollten. 1863 wurde es behördlich genehmigt. Es gab verschiedene Planungsvarianten, zunächst mit Nierenhof an der Prinz-Wilhelm-Eisenbahn-Gesellschaft Vohwinkel – Überruhr – Steele als Ausgangspunkt, der aber wegen erforderlicher teurer Kunstbauten verworfen wurde. Im Jahr 1867 hatte man sich auf folgende Streckenführung geeinigt: Abzweig von der Prinz-Wilhelm-Eisenbahn etwa 1,1 km nördlich der kleinen Ortschaft Aprath (heute zu Wülfrath) in östlicher Richtung. Nächste Stationen: Herzkamp (heute zu Sprockhövel, etwa 5,65 km), unweit des 1884 eröffneten Bahnhofes Schee (zu Sprockhövel) – Bossel (zu Sprockhövel, etwa 9,42 km) – Sprockhövel (etwa 3,77 km) – Stüter (zu Hattingen, etwa 3,77 km, späterer Name Bredenscheid) – Hattingen (etwa 5,65 km). Der geplante Bahnhof Hattingen sollte nicht an heutiger Stelle liegen, sondern östlich der Stadt fast auf halber Strecke zu Blankenstein und auf der Grenze zu Welper, also in unmittelbarer Nähe zur Henrichshütte. Nächste Stationen nach Überquerung der Ruhr: Rauendahl (etwa 1,88 km) und Weitmar (etwa 3,77 km, an Stelle des damals noch geplanten und erst 1875 eröffneten Bahnhofes Weitmar) – sogenannte „Centralstation“ Bochum (etwa 3,77 km, im Bochumer Norden). Die Strecke Weitmar – Centralstation sollte von Weitmar aus strikt nordwärts führen, die Hauptstrecke Steele – Höntrop – Bochum Süd – Langendreer – Witten westlich vom Bahnhof Bochum Süd fast rechtwinklig kreuzen und westlich des späteren Bahnhofes Präsident an der Strecke über Wattenscheid nach Kray Nord und nach Gelsenkirchen (sogenannte Erzbahn) liegen. Vermutungen, dass auch die spätere Strecke Weitmar – Bochum Nord (RhE) auf einer Trassenvariante der Ruhrtal-Verbindungs-Eisenbahn erbaut wurde, sind nicht belegt. Im Jahr 1867 schien der Baubeginn unmittelbar bevorzustehen, aber das Projekt scheiterte an der zögerlichen Haltung der Stadt Hattingen zur Mitfinanzierung, und spätestens seit der Vollendung der konkurrierenden Mittleren Ruhrtalbahn (1874) wurde für den Nordabschnitt Richtung Bochum keine Rentabilität mehr gesehen.

### Straßenbahnen
Wenig nach der Jahrhundertwende wurde der Kreis Hattingen auch durch (Überland-)Straßenbahnstrecken mit einigen der Nachbarstädte und -Gemeinden verbunden: Die Bochum-Gelsenkirchener Straßenbahnen AG (Bogestra) eröffnete am 19. August 1901 eine Straßenbahnstrecke vom Bahnhof Bochum Süd über Weitmar und Linden zunächst bis zu einer Endhaltestelle im Hattinger Stadtteil Baak, am Nordkopf der Ruhrbrücke von 1875. Am 1. Oktober 1902 wurde die Strecke über den Hattinger Bahnhof und die Bahnhofstraße bis zur Haltestelle Post im Norden der historischen Innenstadt verlängert. Weiter endete an der nördlichen Kreis- und Gemeindegrenze zwischen Stiepel und Weitmar (Zeche Carl Friedrich Erbstollen) seit dem 9. Juni 1905 eine Strecke der Bogestra aus Bochum über Wiemelhausen. Auch die im Juni 1894 gegründete Bergische Kleinbahnen AG eröffnete in Hattingen eine Überland-Straßenbahnstrecke, am 29. März 1907 zunächst von Hattingen Post (Endhaltestelle der Bogestra), am 18. Mai 1907 von Hattingen Bahnhof aus über Nierenhof und Langenberg nach Neviges und weiter in ihr umfangreiches bergisches Netz mit später wechselnden Endstationen, zeitweise durchgehend bis Elberfeld. Am 30. November 1953 wurde die Strecke nach Nierenhof stillgelegt.
Wie im gesamten Ruhrgebiet gab es schon um 1910 auch im Kreis Hattingen politisch unterstützte Bestrebungen der interessierten Straßenbahnbetriebe (Bogestra, Bergische Kleinbahnen und Westfälische Straßenbahn), aus den vorhandenen und noch zu bauenden Straßenbahnstrecken ein Gebietsgrenzen überschreitendes einheitliches Meterspur-Streckennetz zu bilden. Verstärkt wurden diese Bestrebungen später durch den 1920 gegründeten Siedlungsverband Ruhrkohlenbezirk. Neben den später tatsächlich verwirklichten Strecken (Hattingen - Blankenstein, Henrichshütte – Stiepel und Witten – Heven – Herbede) war von zwei geplanten Verbindungen die Rede: Blankenstein – Steinenhaus – Herbede und Stiepel – Steinenhaus (über die Kemnader Straße). Beide scheiterten letztlich am Ersten Weltkrieg, an der Inflation und Hyperinflation (1918–1923) und an der Ruhrbesetzung durch Frankreich und Belgien (1923–1925).
Konkret stimmte die Stadt Hattingen am 1. Juli 1912 einem Vorschlag der Bogestra zu, eine Strecke von Hattingen Post durch die Altstadt zur Henrichshütte und weiter nach Blankenstein zu planen und zu bauen. Allerdings wollten Stadt und Kreis Eigentümer der Strecke bleiben. Dafür wurde Anfang 1914 die Hattinger Kreisbahn AG gegründet. Mit dem Bau und auch mit der Betriebsführung wurde die Bogestra beauftragt. Erste Probefahrten der Strecke Hattingen – Blankenstein gab es am 21. Februar 1914, die Betriebs-Genehmigung am 12. März 1914 und die Inbetriebnahme am 24. Juni 1914.
Nach dem Ersten Weltkrieg wurde die wirtschaftliche Lage durch Inflation und Ruhrbesetzung schwierig. Der Betriebsführungs-Vertrag mit der Bogestra wurde von der Hattinger Kreisbahn zum Jahresende 1919 gekündigt, um die Strecke in eigene Regie nehmen zu können. Der Verkehr musste jetzt immer wieder unterbrochen werden, zum Beispiel vom 10. Dezember 1922 bis 4. Mai 1923, vom 11. Oktober 1923 bis 16. Oktober 1923 und vom 24. Oktober 1923 bis 31. Mai 1924. Erst der um 1925 einsetzende Wirtschaftsaufschwung, der in der Weimarer Republik durch den Dawes-Plan vom 16. August 1924 zur zeitlichen Streckung der deutschen Reparationsleistungen ausgelöst wurde, ermöglichte den schon lange diskutierten Bau der Strecke nach Stiepel.
In der zum Kreis Hattingen und (wie Welper) zum Amt Blankenstein gehörenden Gemeinde Stiepel nördlich der Ruhr gab es 1911 konkrete politische Initiativen für eine Straßenbahnverbindung von der Zeche Carl Friedrich Erbstollen (an der Gemeinde- und Kreisgrenze zu Weitmar, mit Anschluss an die Bogestra-Strecke über Wiemelhausen nach Bochum) über das Gemeindehaus Stiepel nach Hattingen beziehungsweise Welper, mit einer Abzweigung vom Gemeindehaus zum Aussichtslokal Frische. Nach ersten Plänen sollte die Strecke zur Kosterbrücke über die damalige Brückstraße (heute Am Varenholt) führen, später entschied man sich für eine Führung über die damalige Finkenstraße (heute Kosterstraße). Im Juli 1914 erfolgte ein entsprechender Beschluss der Gemeindevertretung. Im Mai 1922 begann die Hattinger Kreisbahn mit Rodungen an der Finkenstraße, konnte das Projekt aber wegen der Zeitumstände (Inflation und Besetzung) nicht zügig durchziehen. Mit dem eigentlichen Bau konnte erst Anfang 1926 begonnen werden. Ab 6. Dezember 1926 gab es Probefahrten, in Betrieb ging die Strecke am 18. Dezember 1926. Aber auf Druck des Ruhrsiedlungsverbandes musste (nach dem Bau einer Gleisverbindung an der Zeche Carl Friedrich) schon im Frühjahr 1928 ein Parallelverkehr mit der Bogestra akzeptiert werden.
Am 23. April 1921 erlangte die Hattinger Kreisbahn von der Aufsichtsbehörde eine Verlängerung ihrer Konzession für weitere 31 Jahre. Aber nur drei Jahre später führte das am 1. August 1929 in Kraft getretene preußische Gesetz über die kommunale Neugliederung des rheinisch-westfälischen Industriegebiets dazu, dass die Strecke nach Stiepel zum größten Teil an die Bogestra abgegeben werden musste: Der Kreis Hattingen wurde aufgelöst und zum größten Teil dem neugegründeten Ennepe-Ruhr-Kreis zugeschlagen, während Stiepel und Teile von Winz nach Bochum eingemeindet wurden. Die Reststrecke zwischen der neuen Kreisgrenze am Lohfeld und der heutigen Hüttenstraße verlief zwar nach wie vor auf dem Gebiet des Ennepe-Ruhr-Kreises als dem Nachfolger des Kreises Hattingen (ebenso wie die Strecke Hattingen-Blankenstein), konnte aber wie diese nicht mehr wirtschaftlich betrieben werden. Deshalb gab die Kreisbahn die eigene Betriebsführung am 15. September 1933 auf und verpachtete Strecke und Fahrzeuge an die Bogestra. Lediglich eine Kurzstrecke bis zur Roonstraße blieb in eigener Regie. 1937 beendete der Ennepe-Ruhr-Kreis endgültig sein Engagement für die Straßenbahn.
Die Bogestra machte aus ihren beiden Linien auf der Strecke Bochum – Wiemelhausen – Zeche Carl Friedrich Erbstollen und den von der Hattinger Kreisbahn übernommenen Zweigstrecken nach Stiepel Frische und Henrichshütte Tor Lohfeld durchgehend befahrene Linien. Das blieb im Prinzip bis in die Nachkriegszeit so. Ebenso wurde aus der Bogestra-Strecke Bochum – Weitmar – Linden – Hattingen und der gepachteten Strecke Hattingen – Blankenstein eine durchgehende Linie. Durch Kooperation mit benachbarten Straßenbahnbetrieben entstanden in der Folge immer längere Gemeinschaftslinien. So konnte man vom 20. Juni 1928 bis 1931, ohne umzusteigen, von Blankenstein über Hattingen, Bochum und Herne bis Recklinghausen fahren, ebenso später noch einmal (mit baustellenbedingten Unterbrechungen) vom 1. März 1950 bis 30. Juni 1969. Auf der längsten Straßenbahnlinie im Ruhrgebiet.
Am 4. November 1963 wurden beide Stiepeler Zweigstrecken durch die Bogestra stillgelegt: Die Zweigstrecke Bochum – Wiemelhausen – Abzweig am Gemeindehaus Stiepel – Stiepel, Frische und die Zweigstrecke Gemeindehaus Stiepel – Welper, Henrichshütte Tor Lohfeld. Denen folgte am 30. Juni 1969 die Stammstrecke Blankenstein – Hüttenau – Henrichshütte Tor Lohfeld – Gelinde – Hattingen Reschop (früherer Name Hattingen Post). Am 9. März 1994 wurde die Strecke Hattingen Bhf – Reschop durch die Bahnhofstraße stillgelegt und durch eine Neubaustrecke zum 1987 eröffneten S-Bahnhof Hattingen Mitte entlang der Martin-Luther-Straße ersetzt. Es folgte mit Abstand am 7. Juni 2002 die Stilllegung des Abschnittes Baak-Ruhrbrücke über die alte Ruhrbrücke zum Bahnhof Hattingen, ersetzt durch eine neue Ruhrbrücke und großzügig neu gebaute Zulaufstrecken.

### Straßenbahnstrecken in und um Hattingen: Eröffnung und Stilllegung
| (Teil-)Strecke                                                                                                  | Betrieb               | Eröffnung         | Mitbenutzung                                                              | Stilllegung                   |
| --- | --------------------- | ----------------- | ------------------------------------------------------------------------- | ----------------------------- |
| Bhf Bochum Süd – Weitmar – Linden – Hattinger Ruhrbrücke (Nordufer)                                             | Bogestra              | 19. August 1901   | –                                                                         | in Betrieb                    |
| Hattinger Ruhrbrücke (Nordufer) – Hattingen Bhf                                                                 | Bogestra              | 1. Oktober 1902   | –                                                                         | 7. Juni 2002                  |
| Hattingen Bhf – Bahnhofstraße - Hattingen Post (später umbenannt in Hattingen Reschop)                          | Bogestra              | 1. Oktober 1902   | Bergische Kleinbahn ab 18. Mai 1907; Hattinger Kreisbahn ab 24. Juni 1914 | 9. März 1994                  |
| Bhf Bochum Süd – Wiemelhausen – Zeche Carl Friedrich Erbstollen (Grenze Stiepel)                                | Bogestra              | 9. Juni 1905      | –                                                                         | 4. November 1963              |
| Nierenhof – Hattingen Gelinde (späterer Abzweig Richtung Blankenstein)                                          | Bergische Kleinbahnen | 18. Mai 1907      | –                                                                         | 30. November 1953             |
| Hattingen Gelinde – Hattingen Post (später Hattingen Reschop)                                                   | Bergische Kleinbahnen | 18. Mai 1907      | Hattinger Kreisbahn ab 24. Juni 1914; Bogestra ab 15. September 1933      | 30. Juni 1969                 |
| Bhf Bochum Nord – Bhf Bochum Süd                                                                                | Bogestra              | 15. Dezember 1912 | –                                                                         | 26. September 1954/ Juli 1955 |
| Hattingen Gelinde – Henrichshütte Tor Lohfeld (späterer Abzweig Richtung Stiepel)                               | Hattinger Kreisbahn   | 24. Juni 1914     | Bogestra ab 15. September 1933                                            | 30. Juni 1969                 |
| Henrichshütte Tor Lohfeld – Blankenstein                                                                        | Hattinger Kreisbahn   | 24. Juni 1914     | Bogestra ab 15. September 1933                                            | 30. Juni 1969                 |
| Henrichshütte Tor Lohfeld – Stiepel (Stiepel Blick und Stiepel Zeche Carl Friedrich Erbstollen, Grenze Weitmar) | Hattinger Kreisbahn   | 18. Dezember 1926 | Bogestra ab Frühjahr 1928                                                 | 4. November 1963              |
| Hattinger Ruhrbrücke – Martin-Luther-Straße – Hattingen Mitte                                                   | Bogestra              | 7. Juni 2002      | –                                                                         | in Betrieb                    |

## Streckenführung im Detail
Die Führung der Straßenbahnstrecken lässt sich gut aus historischen Landkarten rekonstruieren. Besonders geeignet sind die sogenannten Messtischblätter. Im Messtischblatt Bochum, Nr. 4509, Änderungsstand 1921, ist (mit einer kleinen Lücke im Hattinger Zentrum) die gesamte Strecke Hattingen – Blankenstein der Hattinger Kreisbahn verzeichnet, dazu die Bogestra-Strecken Bochum – Weitmar – Linden – Hattingen und Bochum – Wiemelhausen – Grenze Weitmar/Stiepel (Zeche Carl-Friedrich Erbstollen). Die Strecke Welper – Stiepel dagegen fehlt noch. Im gleichen Kartenblatt mit Änderungsstand 1935 ist die Ende 1926 eröffnete Strecke Welper – Stiepel dann verzeichnet, dazu eine heute weithin vergessene Gleisverbindung in der Karl-Friedrich-Straße zum Bahnhof Weitmar an der heute stillgelegten Bahnstrecke Bochum Nord/Langendreer – Weitmar – Dahlhausen – Überruhr der Preußischen Staatseisenbahnen. Über die Geschichte und die Bestimmung dieser etwa 1 km langen Gleisverbindung ist wenig bekannt. Das Hattinger Zentrum schließlich ist im Messtischblatt Hattingen, Nr. 4609, Stand 1907 dargestellt, dazu die Strecke der Bergischen Kleinbahn in Richtung Nierenhof.

### Strecke Hattingen– Welper/Henrichshütte– Blankenstein
Die Strecke war durchweg eingleisig mit Ausweichen: Bahnhof Hattingen – Bahnhofstraße (Mitbenutzung des Gleises der Bogestra) – Alte Post (Endstation der Bogestra, Ecke Bahnhofstraße/Poststraße, nördlich der historischen Altstadt) – Bahnhofstraße (Mitbenutzung des Gleises der Bergischen Kleinbahnen) – Große Weilstraße – Abzweig in die enge Gasse Gelinde (hier Ausgangspunkt der eigenen Strecken) – Obermarkt – Heggerstraße – Kreuzung Roonstraße – Hüttenstraße – (Ausweiche und Zufahrt zum Depot auf der Westseite, ca. 150 m südlich der Einmündung Bismarckstraße) – Hüttenstraße – Brucher Straße (mit starkem Gefälle zum Sprockhöveler Bach, der die Grenze zu Welper bildete) – zwei Kreuzungen der Werksbahn – Torhaus der Henrichshütte mit Ausweiche – Brucher Straße. Diese sowie die nordöstlichen Straßen-Verlängerungen Richtung Kosterbrücke (dem Falkplan Bochum von 1964 zufolge waren das die Stahlhausstraße und die Bruchstraße, heute An der Kost) genügten in den 1960er Jahren dem wachsenden Straßenverkehr nicht mehr und wurden nach der Einstellung der Straßenbahn durch eine begradigte Neutrassierung ersetzt, heute Teil der Hüttenstraße. Die alte Brucher Straße (ist nicht zu verwechseln mit der heutigen Bruchstraße im Südwesten der Hattinger Altstadt) – Stahlhausstraße – späterer Abzweig der Strecke nach Stiepel: Straßengabelung beim Tor Lohfeld der Henrichshütte zwischen den Landstraßen nach Stiepel und der nach Blankenstein, diese hieß auf der Gemarkung Welper damals Schulstraße, heute durchgehend Marxstraße – Siedlung Hüttenau, mit  Ausweiche – Hauptstraße – Blankenstein Markt. Die Endhaltestelle war ursprünglich zweigleisig angelegt, aber ohne Umfahrungsmöglichkeit. Deshalb musste man den Beiwagen (nach dem Abkuppeln und Vorrücken des Triebwagens in eins der Gleise) unter Ausnutzung des Gefälles ohne Antrieb in das andere Gleis rollen lassen, so dass sich der Triebwagen wieder davor stellen konnte. Das war unfallträchtig und führte zum späteren Rückbau der Endstelle auf ein Stumpfgleis.

### Strecke Welper/Henrichshütte– Stiepel Gemeindehaus– Zeche Carl-Friedrich Erbstollen
Welper, Tor Lohfeld der Henrichshütte beim Abzweig von der Straßenbahnstrecke nach Blankenstein – Bruchstraße (heute An der Kost) – Unterführung unter der Mittleren Ruhrtalbahn – Kosterbrücke – Finkenstraße (heute Kosterstraße) – Stiepel Gemeindehaus (an der Kreuzung Finkenstraße/Haarstraße/Kemnader Straße) – Kemnader Straße nordwestwärts – Endstation Zeche Carl Friedrich Erbstollen (an der Grenze zu Weitmar, mit Anschluss an die Bogestra-Strecke über Wiemelhausen nach Bochum).

### Streckenzweig Stiepel Gemeindehaus– Stiepel Frische
Stiepel Gemeindehaus – Kemnader Straße südostwärts – Endstelle Stiepel Frische.

### Strecke (Bhf Bochum Nord)– Bhf Bochum Süd– Weitmar– Linden– Hattingen Bahnhof– Hattingen Post (Bogestra)
Ab 1. Oktober 1902: Bhf Bochum Süd – Hattinger Straße (heute Alte Hattinger Straße) – Hattinger Straße – Weitmar – Überführung der Bahnstrecke Bochum Nord/Langendreer – Weitmar – Dahlhausen – Überruhr (heute Radweg Springorumtrasse) – Hattinger Straße – Linden – Grenze Linden/Baak – Bochumer Straße – Baak-Ruhrbrücke – Ruhrbrücke von 1875 – Brücke über die Mittlere Ruhrtalbahn am Bhf Hattingen – Bahnhofstraße – Endstation alte Post (Ecke Bahnhofstraße/>wbr />Poststraße, nördlich der historischen Altstadt).
Ab 15. Dezember 1912 Verbindungsstrecke Nordbahnhof – Südbahnhof Bochum, Hellwegstrecke: Bhf Bochum Nord – Rheinische Straße (heute Ostring) westwärts – Bleichstraße – damalige Rosenstraße (heute auch Bleichstraße) – Bongardstraße – Hellwegstraße (heute auch Hellweg) – späterer Abzweig Südhellweg – Hellweg – damalige Bahnhofstraße (später Hellweg, heute Brüderstraße) – Kortumstraße – Bhf Bochum Süd.

### Strecke (Bhf Bochum Nord)– Bhf Bochum-Süd– Wiemelhausen– Zeche Carl Friedrich Erbstollen, Grenze Stiepel (Bogestra)
Ab 9. Juni 1905: Bhf Bochum Süd – alte Hattinger Straße – Clemensstraße – Westfälischer Platz – Jägerstraße – Ottostraße (heute Oskar-Hoffmann-Straße) – Wiemelhauser Straße (heute Universitätsstraße) – Wiemelhausen Schule – niveaugleicher Bahnübergang (Bahnstrecke Bochum Nord – Weitmar) – Wiemelhauser Straße – Kreuzung Wasserstraße – Unterführung heutige Autobahn 448 – Bahn-Unterführung (Strecke Langendreer – Weitmar – Dahlhausen – Überruhr) – Bruchstraße – Brenscheder Straße – Markstraße – Zeche Carl Friedrich Erbstollen (Grenze Stiepel, Anschluss an die Strecke der Hattinger Kreisbahn).
Ab 15. Dezember 1912 Verlängerung in Bochum Mitte, Hellwegstrecke, Bhf Bochum Nord – Bhf Bochum Süd: Bhf Bochum Nord – Rheinische Straße (heute Ostring) westwärts – Bleichstraße – damalige Rosenstraße (heute auch Bleichstraße) – Bongardstraße – Hellwegstraße (heute auch Hellweg) – späterer Abzweig Südhellweg – Hellweg – damalige Bahnhofstraße (später auch Hellweg, heute Brüderstraße) – Kortumstraße – Bhf Bochum Süd.
Ab 1921 Alternativstrecke ab Südhellweg (heute Universitätsstraße) – neue Unterführung (1921) unter der Bergisch-Märkischen Eisenbahn – verlängerte Wiemelhausener Straße (heute Universitätsstraße) bis zum Abzweig Ottostraße (heute Oskar-Hoffmann-Straße) – Wiemelhauser Straße.

### Strecke Nierenhof– Hattingen Bhf (Bergische Kleinbahnen AG)
Nierenhof (Einmündung Hattinger Straße/Bonsfelder Straße, Anschluss an die Strecken der Bergischen Kleinbahnen über Kupferdreh nach Steele und über Langenberg nach Neviges) – Hattinger Straße – Grenze Nierenhof/Hattingen – Nierenhofer Straße – heutige Bruchstraße – Bruchtorplatz – Große Weilstraße (früher geradliniger Verlauf zwischen dem Bruchtorplatz und der Großen Weilstraße am heutigen Kaufland-Warenhaus, seit dem Bau des Hattinger Busbahnhofs und der Martin-Luther-Straße vor Ort nicht mehr ablesbar) – Große Weilstraße – Einmündung der engen Gasse Gelinde (Anschluss an die Hattinger Kreisbahn) – Große Weilstraße – Bahnhofstraße – alte Post (Endhaltestelle der Bogestra) – Bahnhofstraße – Hattingen Bhf.